# یواس‌اس راش (اس‌پی-۷۱۲)
یواس‌اس راش (اس‌پی-۷۱۲) (به انگلیسی: USS Rush (SP-712)) یک کشتی بود که طول آن ۳۶ فوت ۶ اینچ (۱۱٫۱۳ متر) بود.